# 재키 브라운
《재키 브라운》(영어: Jackie Brown)은 미국에서 제작된 1997년 범죄 영화이다. 쿠엔틴 타란티노가 연출과 각본을 맡았고, 로런스 벤더 등이 제작에 참여하였다.
1970년대 블랙스플로이테이션, 특히 이 영화 주연인 팸 그리어가 출연한 《코피》(1973)와 《폭시 브라운》(1974)에 바치는 오마주이다.
이 영화를 통해 로버트 포스터가 1998년 제70회 아카데미상 남우조연상 후보에 올랐다. 제55회 골든 글로브상에선 새뮤얼 L. 잭슨이 뮤지컬·코미디 부문 남우주연상 후보에, 팸 그리어가 여우주연상 후보에 지명되었다.

## 줄거리
항공 승무원 재키는 로스앤젤레스 총기 밀수업자 오델을 위해 멕시코에서 미국으로 지폐를 밀반입하는 일을 한다.
어느 날 재키는 지폐와 코카인을 소지한 상태에서 ATF 요원과 로스앤젤레스 경찰국 형사에게 적발되고, 오델을 감옥에 집어넣기 위한 작전에 정보제공자로 협조하게 되는데...

## 출연
- 팸 그리어 - 재키 브라운 역
- 새뮤얼 L. 잭슨 - 오델 로비 역
- 로버트 포스터 - 맥스 체리, 보석 보증인 역
- 브리짓 폰다 - 멜러니 랠스턴, 오델의 여자 역
- 마이클 키턴 - ATF 요원 레이 니컬렛 역
- 로버트 드니로 - 루이스 가라, 오델의 범죄 동업자인 전 감방 동료 역
- 마이클 보언 - 로스앤젤레스 경찰국 형사 마크 다거스 역
- 크리스 터커 - 보몬트 리빙스턴, 오델의 운반원 역
- 리사게이 해밀턴 - 셔론다, 오델과 동거 중인 여자 역
- 톰 "타이니" 리스터 주니어 - 윈스턴, 맥스의 동업자 역
- 해티 윈스턴 - 시몬 호킨스 역
- 시드 헤이그 - 판사 역
- 질리언 일리아나 워터스 - 모스버그 500 태미 조 역
- 미셸 버루비 - 베레타 12S 브리트니 역
- 데니즈 크로즈비 - 국선변호인 역
- 쿠엔틴 타란티노 - 자동응답기 목소리 역
- 토니 커티스 - 본인 역

## 기타 제작진
- 공동 제작: 폴 헬러먼
- 미술: 데이비드 와스코
- 의상: 메리 클레어 해넌

## 같이 보기
- 라이프 오브 크라임
- 하이스트 영화